# Kompanie wyborcze

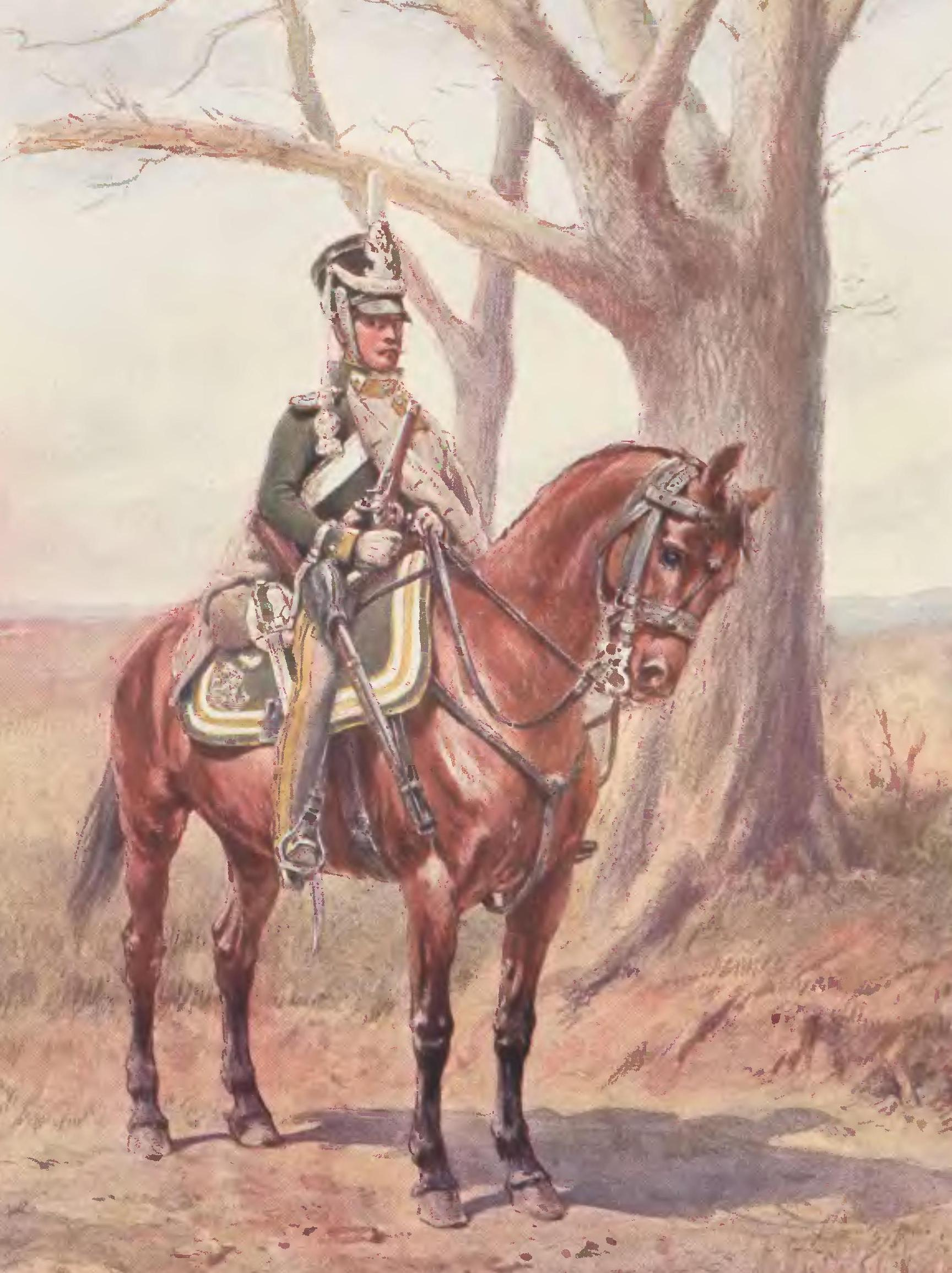
Strzelec konny gwardii

Kompanie wyborcze – doborowe pododdziały wojska okresu Księstwa Warszawskiego i Królestwa Polskiego.
Wprowadzone w wojsku polskim na wzór francuskich "kompanii Ellite". Była to pierwsza kompania pierwszego szwadronu pułku jazdy. Pozostałe kompanie w pułkach jazdy nazywano centralnymi. W pułkach jazdy ciężkiej (kirasjerów), kompanii wyborczych nie organizowano.
W jednostkach piechoty pododdziałami wyborczymi były kompanie grenadierów, woltyżerów, a w pułkach strzelców pieszych -  kompanie karabinierów. Pododdziałami centralnymi były  kompanie fizylierskie – strzeleckie.
W Wojsku Polskim Królestwa Kongresowego kompanie wyborcze tworzyły Gwardię. 
Żołnierzy do kompanii wyborczej rekrutowano spośród najsprawniejszych i najbardziej doświadczonych żołnierzy oddziału. Otrzymywali oni wyższy od pozostałych żołd.
Podczas parady  kompania wyborcza maszerowała na czele pułku, tuż za dowódcą i trębaczami. W czasie szarży walki zajmowała pozycje na skrzydłach atakującego oddziału.Jej zadaniem było oskrzydlenie przeciwnika lub obrona własnych skrzydeł przed podobnym zamiarem nieprzyjaciela. Wykorzystywana była do działań manewrowych. 
Kolorem dominującym w ozdobach munduru był kolor pąsowy, a jako nakrycia głowy używali najczęściej bermycy różnych wzorów. Emblematem grenadierów, a za nimi kompanii wyborczych kawalerii był "gorejący granat", który umieszczano na bermycach, klamrach pasa głównego, pasach do ładownicy i na pokrywie ładownicy.